# فیلیپ دونت
فیلیپ دونت (انگلیسی: Philippe Donnet; ۲۶ ژوئیهٔ ۱۹۶۰ – ) بازیکن راگبی بازنشسته و مدیر اجرایی اهل فرانسه است، که هم‌اکنون به‌عنوان مدیرعامل شرکت جنرالی فعالیت می‌کند. وی برندهٔ جوایزی همچون نشان ملی لیاقت شده‌است.